# Manuel Olay Colunga
Manuel Olay Colunga (ur. 25 lipca 1911 w Noreña, zm. 22 września 1937 w Villafría) – hiszpański męczennik, ofiara wojny domowej w Hiszpanii w latach 1936-39, błogosławiony Kościoła katolickiego.

## Życiorys
Urodził się jako siódme z dwunastu dzieci kierowcy transportowego. Jego dom rodzinny był otwarty dla biednych. W 1926 roku wstąpił do wyższego seminarium duchownego w Oviedo. Gdy wybuchła wojny domowa w Hiszpanii próbował się ukrywać lecz go znaleziono. W 1937 roku został uwięziony w miejscowości San Esteban de las Cruces koło Oviedo. Został zamordowany w Villafría 22 września 1937 roku. 7 listopada 2018 papież Franciszek podpisał dekret o jego męczeństwie. Beatyfikacja jego i innych 8 kleryków–męczenników z Oviedo odbyła się 9 marca 2019.